# Ajdin Redžić
Ajdin Redžić, slovenski nogometaš, * 5. december 1989, Jesenice.
Redžić je nekdanji profesionalni nogometaš, ki je igral na položaju napadalca. V svoji karieri je igral za slovenska kluba Jesenice in Triglav Kranj, italijanska Reggiano in Isolo Liri ter slovaške VSS Košice. Skupno je v prvi slovenski ligi odigral 40 tekem in dosegel enajst golov za Triglav Kranj.